# Fighting the World
Fighting the World är det amerikanska heavy metal/power metal-bandet Manowars femte studioalbum, utgivet 1987 av skivbolaget Atco Records. Berättarrösten på låten "Defender" tillhör skådespelaren Orson Welles. Samtliga låtar är skrivna av bandets basgitarrist Joey DeMaio. Albumet utgavs som LP, kassettalbum och CD.

## Låtförteckning
| Nr           | Titel                      | Längd |
| ------------ | -------------------------- | ----- |
| 1.           | Fighting the World         | 3:53  |
| 2.           | Blow Your Speakers         | 3:43  |
| 3.           | Carry On                   | 4:18  |
| 4.           | Violence and Bloodshed     | 4:00  |
| 5.           | Defender                   | 6:05  |
| 6.           | Drums of Doom              | 1:14  |
| 7.           | Holy War                   | 4:45  |
| 8.           | Master of Revenge          | 1:34  |
| 9.           | Black Wind, Fire and Steel | 5:16  |
| Total längd: | Total längd:               | 34:48 |

## Medverkande
Manowar
- Eric Adams – sång
- Ross the Boss – gitarr, keyboard
- Joey DeMaio – basgitarr (4-strängs och 8-strängs)
- Scott Columbus – trummor, percussion

Övriga
- Orson Welles – berättare, spår 5. Inspelningen av Welles röst är från singeln "Defender", utgiven 1983.[4]
- Vincent Gutman – trummor, spår 6

Produktion
- Manowar – producent
- Jason Flom – exekutiv producent
- Richard Breen, Vince Gutman – ljudtekniker, ljudmix
- Howie Weinberg – mastering
- Bob Defrin – omslagsdesign
- Ken Kelly – omslagskonst
- Fin Costello – foto